# Abbaye Saint-Florentin de Bonneval
Pour les articles homonymes, voir Saint-Florentin et Bonneval.
 (juin 2010).
Si vous disposez d'ouvrages ou d'articles de référence ou si vous connaissez des sites web de qualité traitant du thème abordé ici, merci de compléter l'article en donnant les références utiles à sa vérifiabilité et en les liant à la section « Notes et références ».
L’abbaye Saint-Florentin-et-Saint-Hilaire est une ancienne abbaye bénédictine de France fondée en 857, située à Bonneval dans le département d’Eure-et-Loir, dépendante du diocèse de Chartres. Le bâtiment, classé monument historique en 1883, abrite aujourd’hui un hôpital psychiatrique.

## Histoire

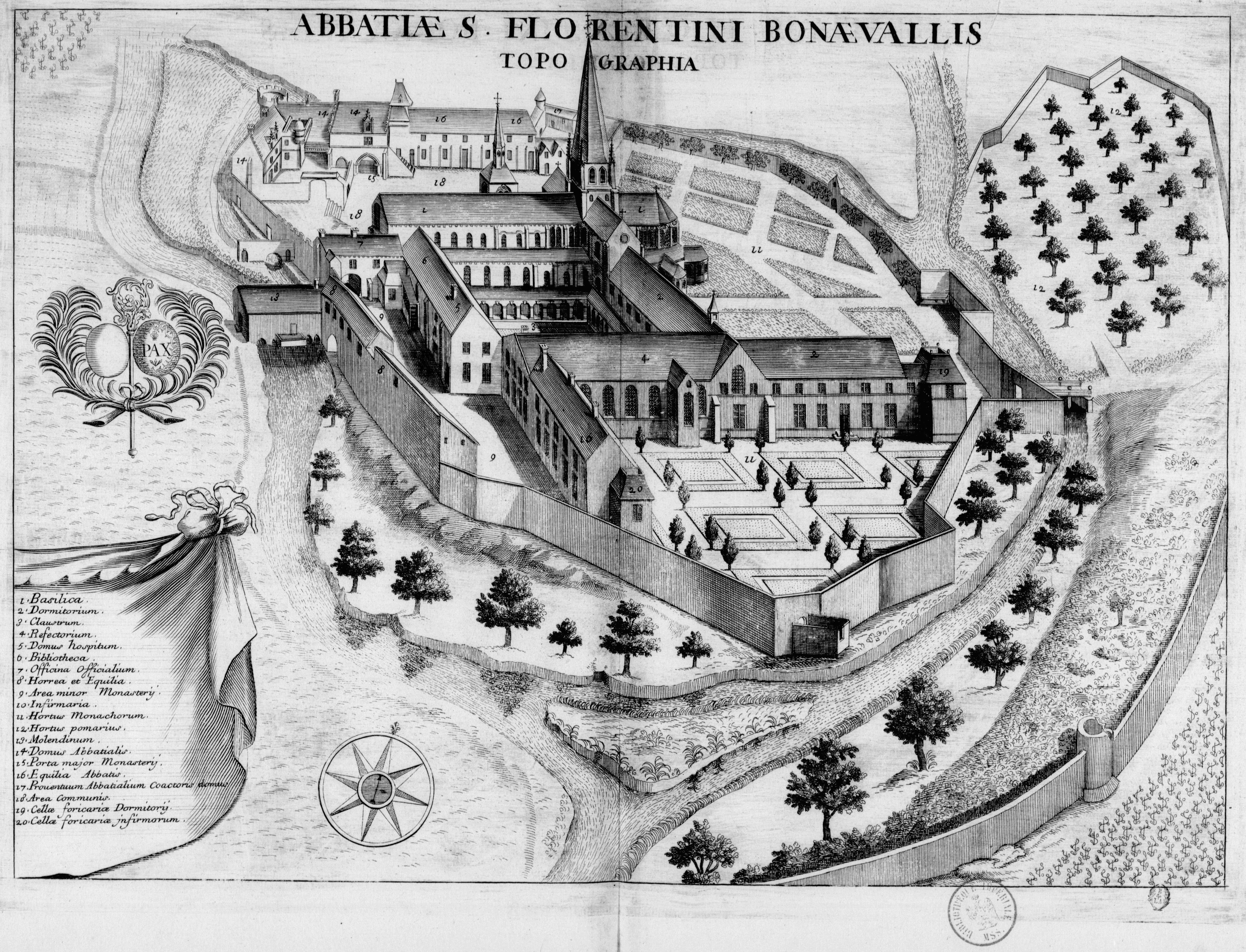
L'abbaye Saint-Florentin dans le Monasticon Gallicanum.

Le monastère bénédictin de Bonneval fut fondé en 857 par un chevalier nommé Foulques sous les auspices de Charles de Provence. En 861, l’évêque de Chartres Gislebert de Chartres ratifie la fondation.
Primitivement dédiée aux saints Pierre et Marcellin, l’abbaye prit le nom de Saint-Florentin à la suite du transfert des reliques de saint Florentin et saint Hilaire, martyrisés à Suin en Bourgogne, en hommage aux services rendus par des moines de Bonneval à l’abbé Aurélien, de la basilique Saint-Martin d'Ainay. Durant le voyage de retour des religieux, de Roanne à Orléans, il s’opéra tant de miracles sur leur passage et les saints devinrent si populaires que l’abbaye ne fut plus connue que sous le nom de Saint-Florentin.
En l’an 911, l’abbaye de Bonneval eut à souffrir des invasions normandes et fut incendiée. Il faudra attendre une cinquantaine d’années pour assister à sa renaissance, œuvre d’Eudes Ier de Blois, fils de Thibaud Ier de Blois. En l’an 1110, Louis VI le Gros, par politique, prit l’abbaye sous sa protection. Les XIIe et XIIIe siècles marquent l’apogée de l’abbaye de Bonneval. Au XIIe siècle, son abbé Arnaud (ou Ernald) de Bonneval laissa son nom à la postérité comme biographe de Bernard de Clairvaux.
La guerre de Cent Ans n’épargna pas l’abbaye. En l’an 1420, Henri V d'Angleterre est sous les murs de Bonneval et l’abbaye est une nouvelle fois pillée et incendiée. Elle ne se relèvera de ses ruines qu’à la fin du XVe siècle sous le gouvernement de René d'Illiers, évêque de Chartres. Il fit construire le logis abbatial sur des soubassements du XIIIe siècle.
En l’an 1568, Louis Ier de Bourbon-Condé, à la tête des protestants, attaqua l'abbaye qui fut en grande partie incendiée. La Congrégation de Saint-Maur la réforma à partir de 1660, reconstruisant une partie des bâtiments claustraux.
À la Révolution, le domaine fut déclaré bien national et vendu à un négociant qui y installa une filature puis une fabrique de tapis. Devenu propriétaire de l’abbaye en 1828, le conseil général d'Eure-et-Loir y établit en 1845 une colonie agricole pour enfants abandonnés, à l'initiative d'Adelphe Chasles, député-maire de Chartres et président du conseil général d'Eure-et-Loir, ainsi que des sœurs de Saint-Vincent-de-Paul et du Docteur Héry. Cette colonie agricole recevait les enfants abandonnés ou orphelins. Ils y recevaient une éducation religieuse, en plus d'être formés aux travaux agricoles. 
Cette colonie fit place, en 1861 à l’asile d’aliénés départemental. Le logis abbatial a été restauré à la fin du XIXe siècle dans son style primitif des premiers temps de la Renaissance sous l’impulsion du médecin directeur Vincent Bigot.
L'abbaye a été en grande partie détruite au moment de la Révolution, il en reste malgré tout la porte d'entrée fortifiée et un beau logis abbatial du XVe siècle. Aujourd'hui, elle abrite un hôpital psychiatrique.

L’ancienne abbaye Saint-Florentin-et-Saint-Hilaire
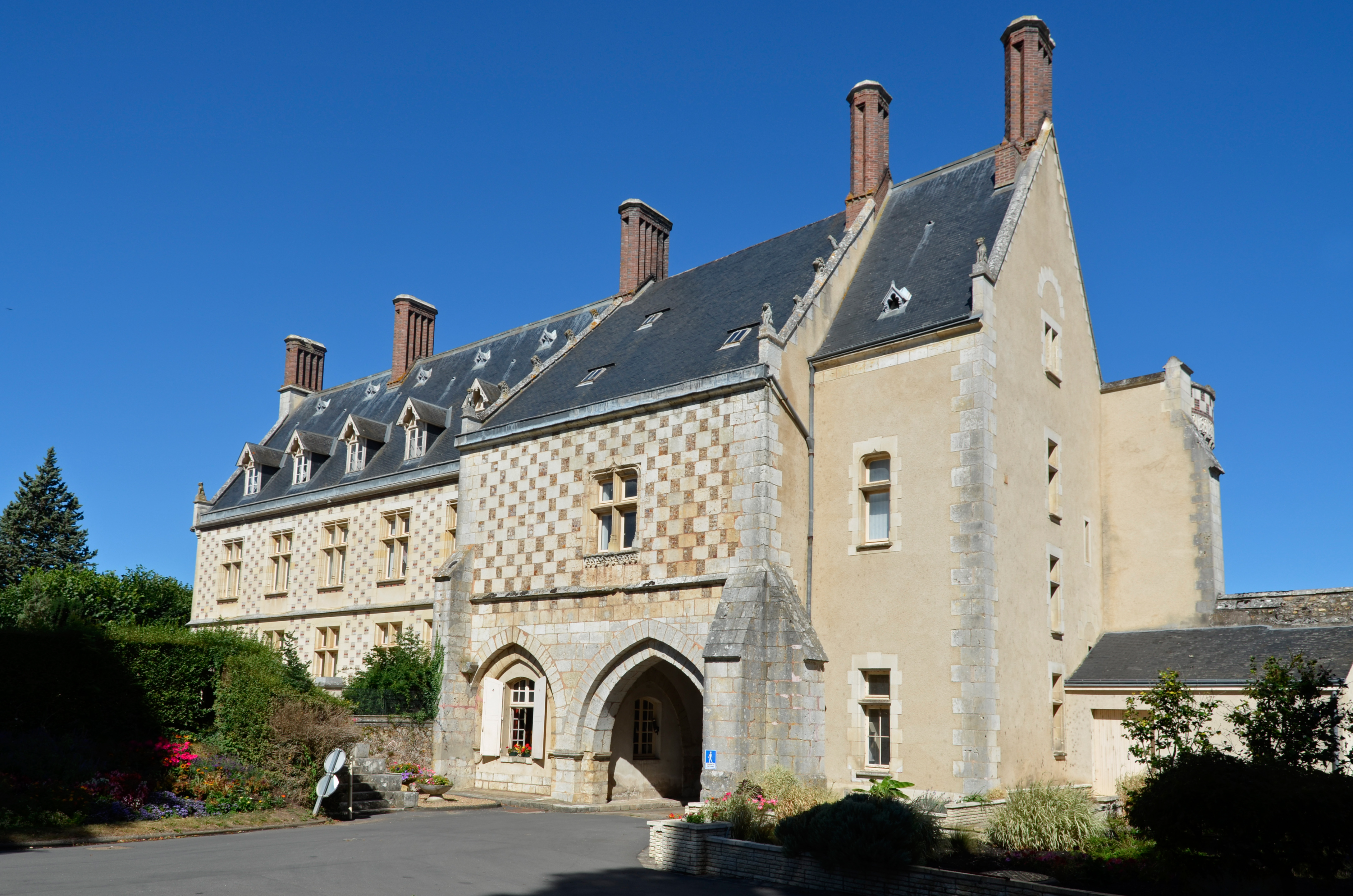
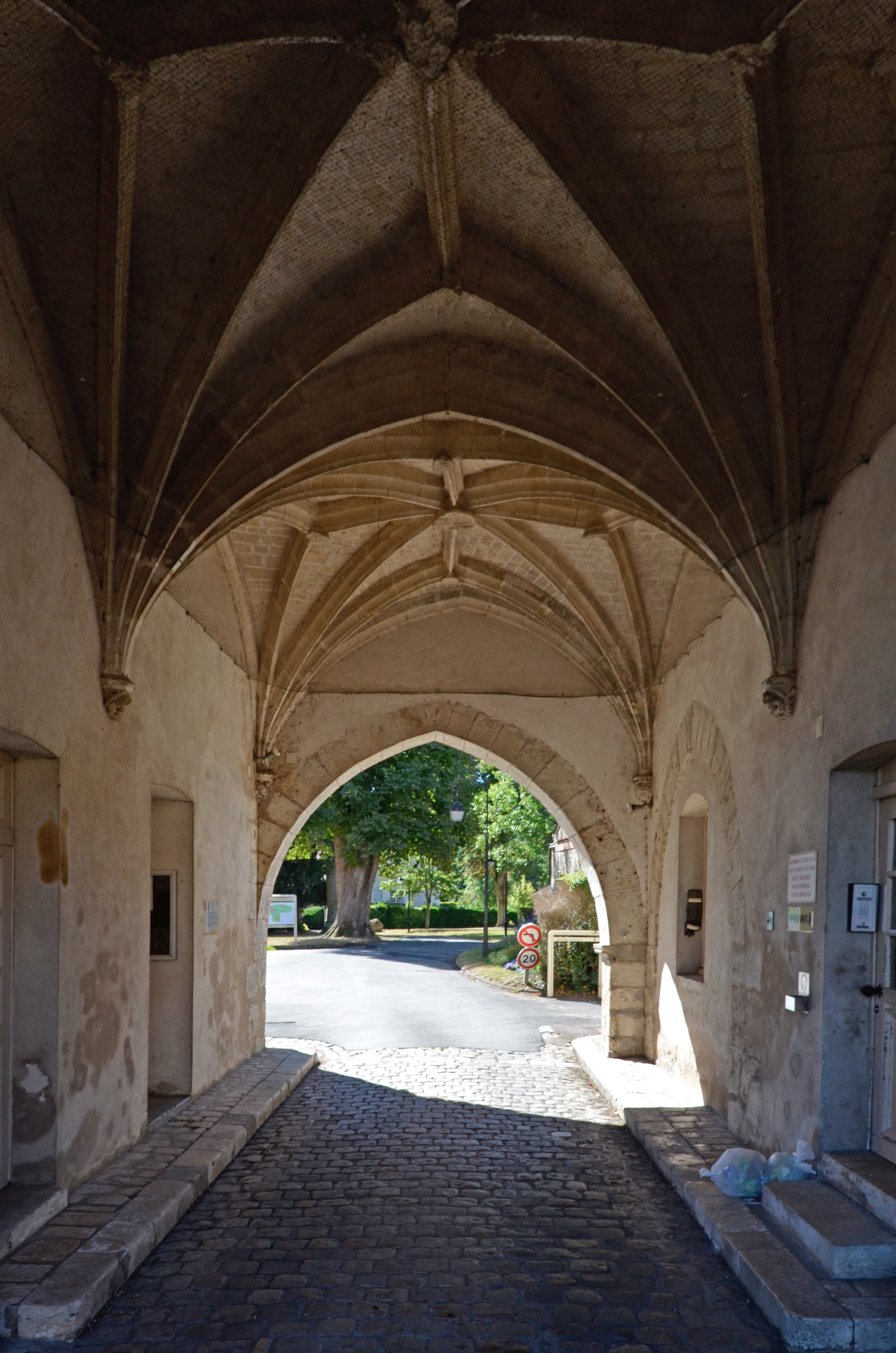
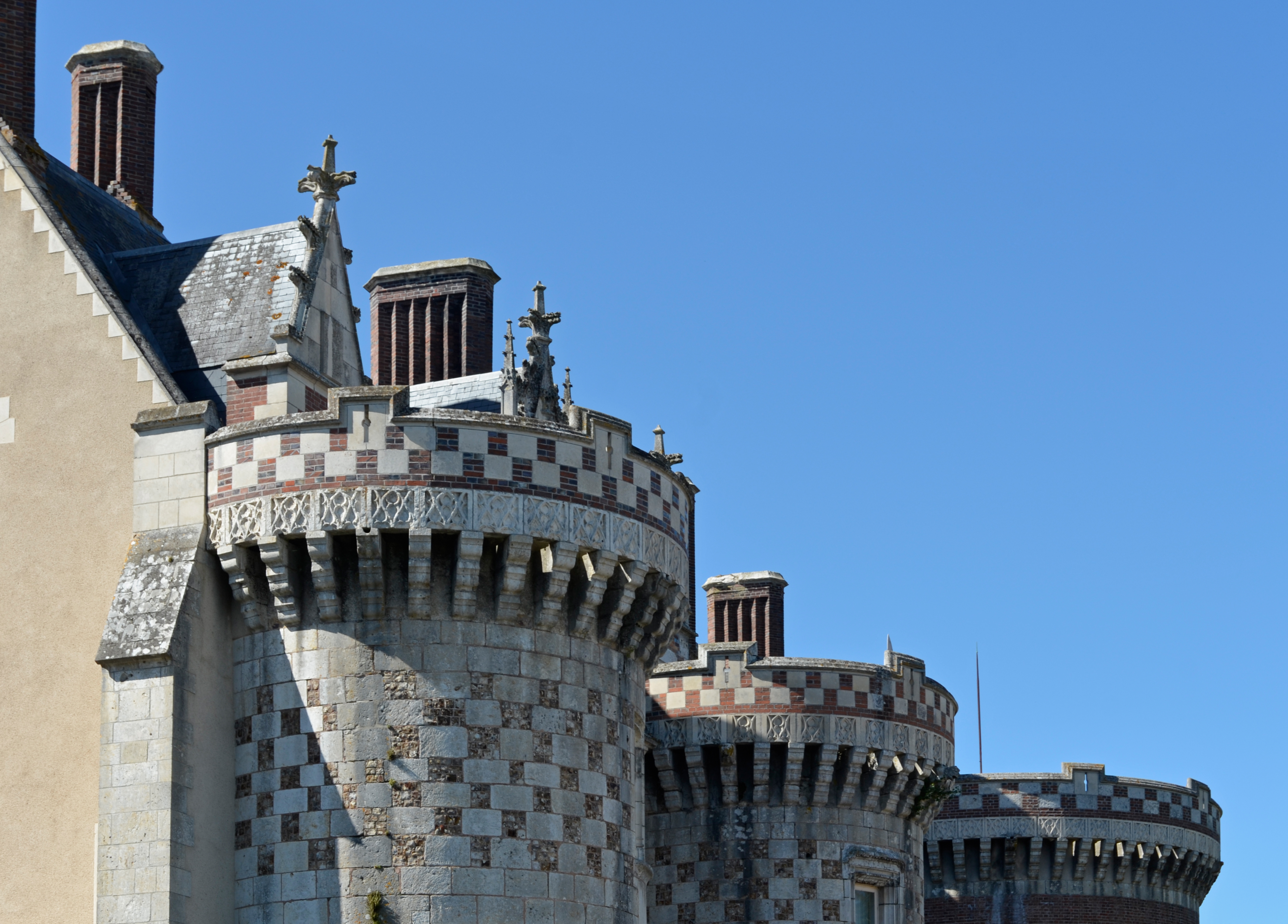
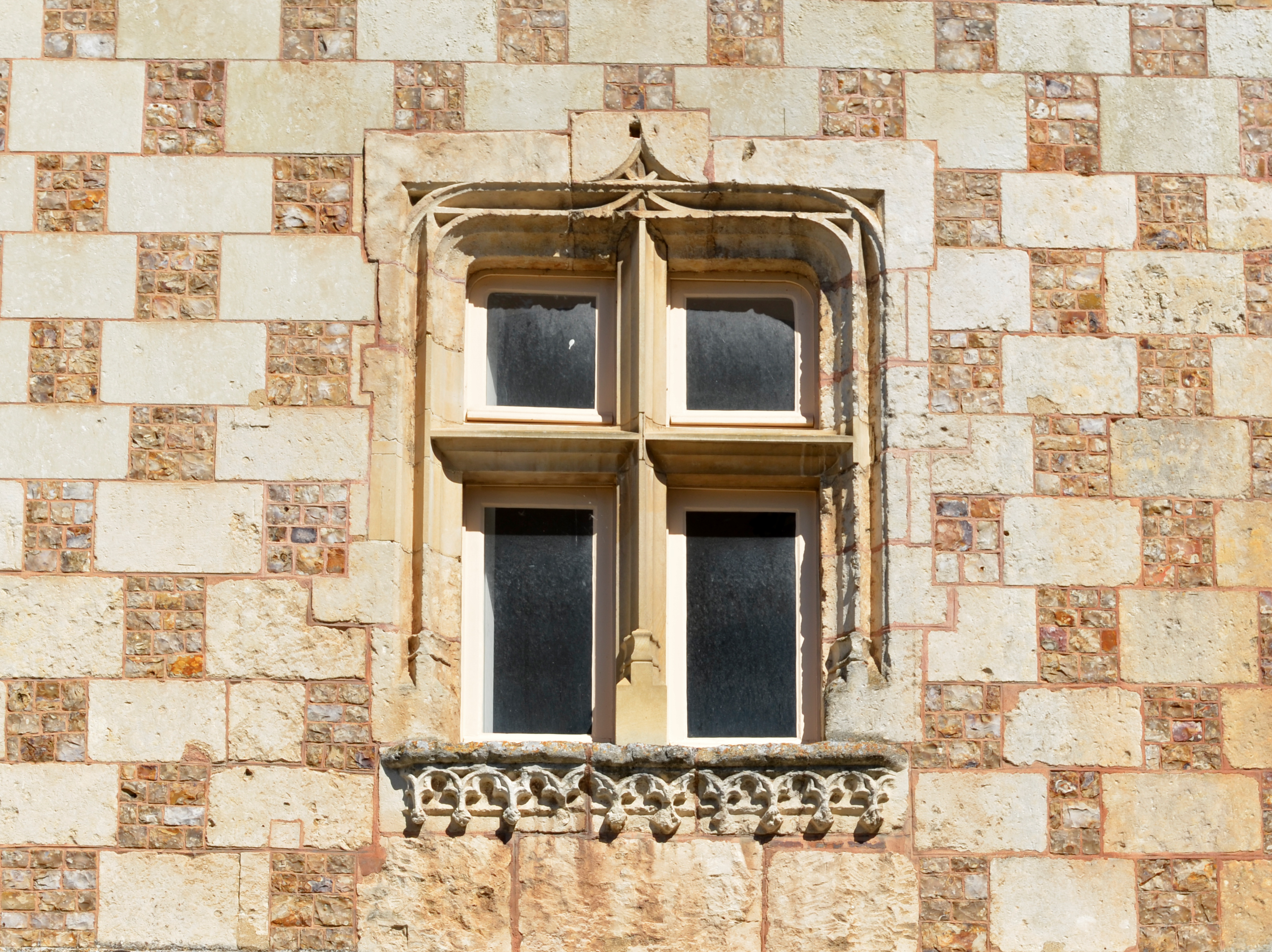
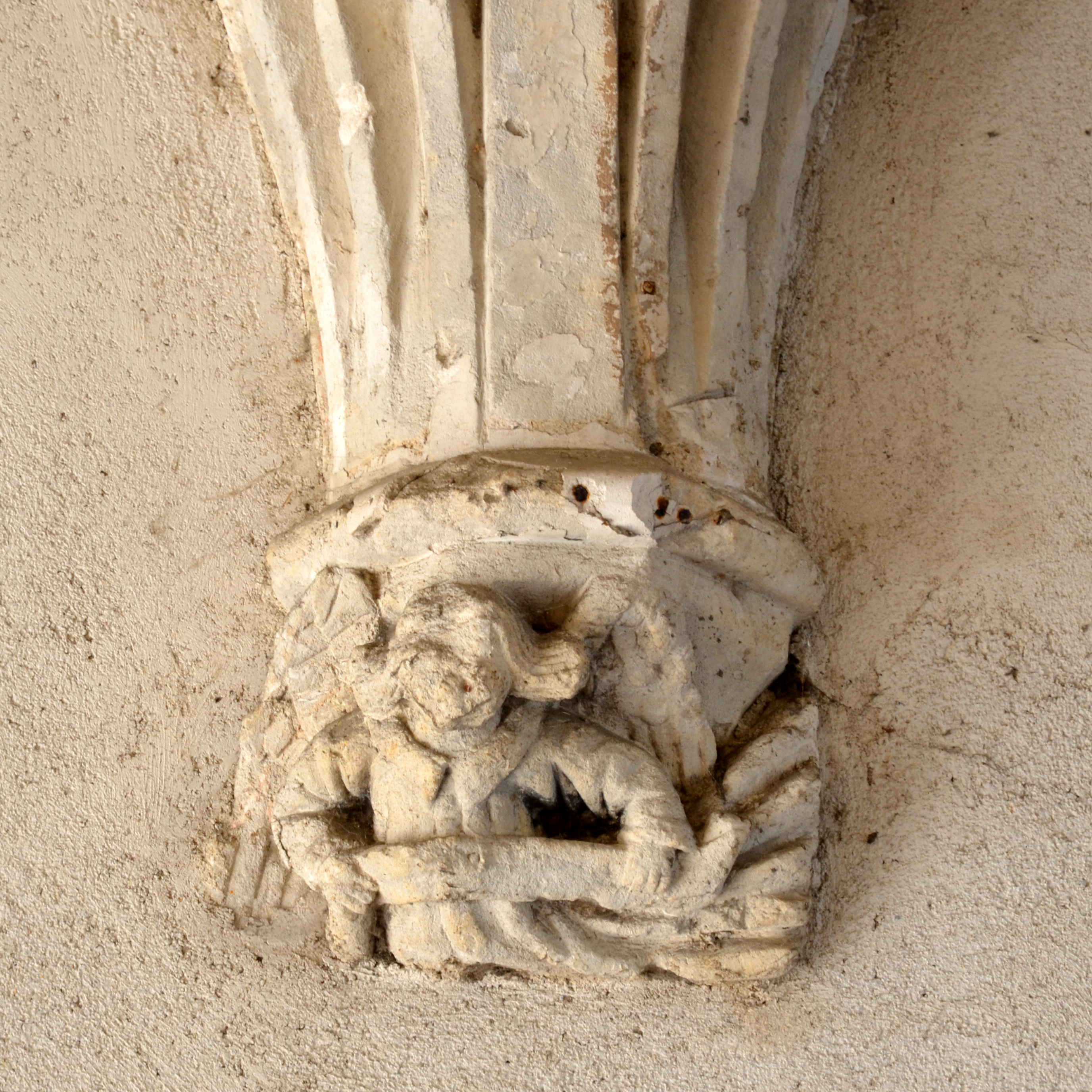
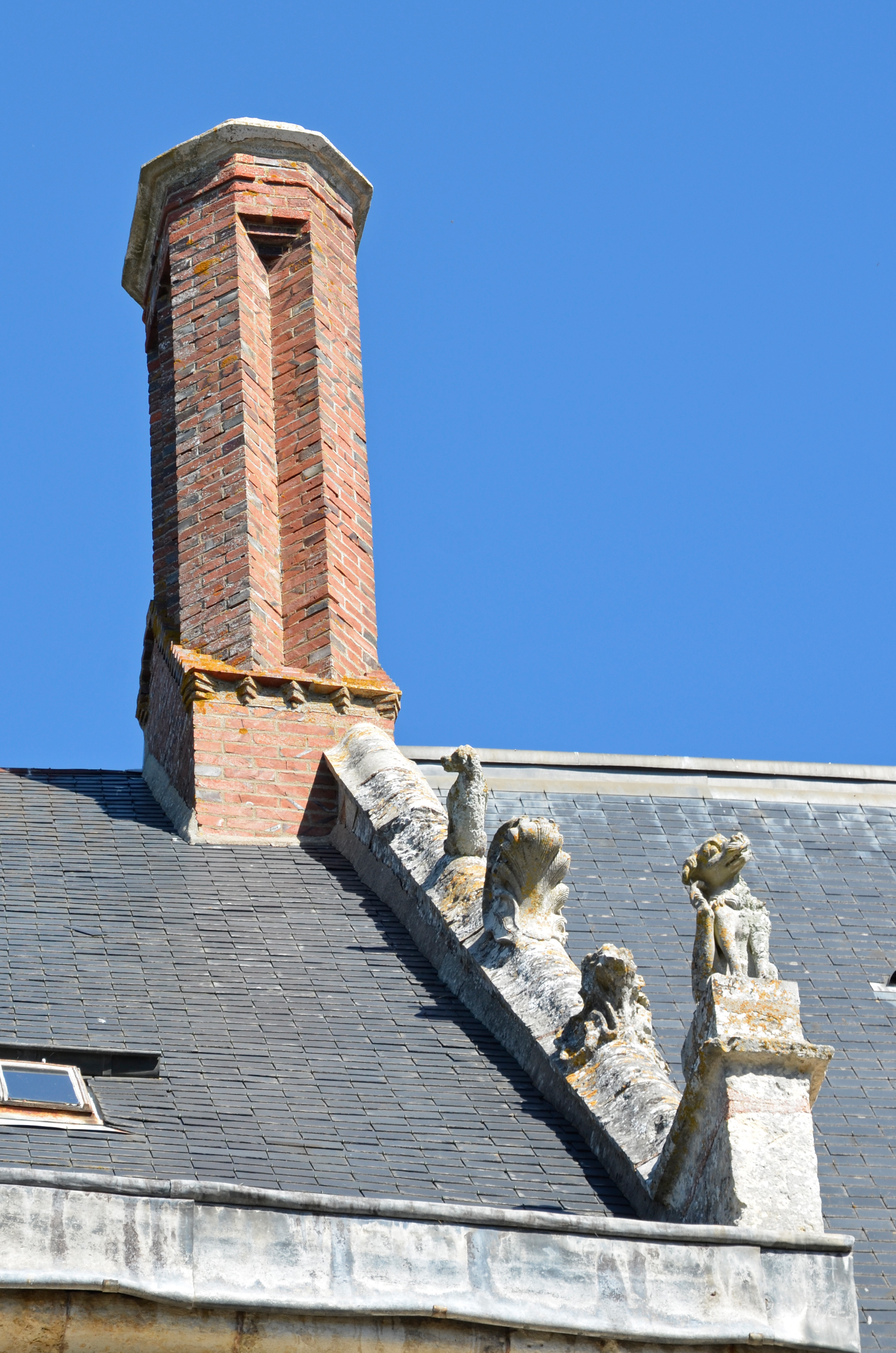

## Abbés
- Gausmar
- Ingelaire ou Ingelard
- Ingelramme
- Vaudric
- Thedfroi
- Salomon
- Hugues Ier
- Gaultier
- Robert
- Bernier
- Arnoul
- Hugues II
- Chrétien
- Girard
- Hervé
- Jean
- Nicolas
- Geoffroy
- Pierre Brosset
- Florentin
- Léonard de Villebresme (1410-1452)
- Pierre de Pré (1452-1452)
- Louis de Ligone (1452-1464)
- Louis d'Illiers (1464-1487)
- René d'Illiers, frère du précédent (1487-1507)
- Guillaume de la Voue (1507-1518)
- Odard de la Voue, frère du précédent (1518-1525)
- Charles de la Chambre, évêque de Mondovi et aumônier du Roi (1525-1550)
- Jean de la Lande, seigneur de Lamothe et de la Lande (1550-1567)
- Antoine de Lollin, conseiller et aumônier du Roi (1567-?)
- Martin de Beaune (?-1587)
- Renaud de Beaune (1587-1606)
- Philippe Hurault de Cheverny (1606-1612)
- François-Auguste de Thou (1612-1644)
- Charles Le Prévôt, conseiller de la Grande Chambre du Parlement de Paris (1644-1660)
- César Auguste de Choiseul de Plessis-Praslin (1660-1682)
- Louis de La Vergne-Montenard de Tressan (1682-1711)
- Louis de La Vergne-Montenard de Tressan, neveu du précédent, (1711-1733)
- Jean-Joseph de Jumilhac, archevêque d'Arles, évêque de Vannes (1733-1775)
- Yves Alexandre de Marbeuf, évêque d'Autun (1775-1778)
- Henry-Éléonore Le Cornu de Balivière, aumônier ordinaire du Roi (1778-1780)
- Pierre-Augustin Godart de Belbeuf, évêque d'Avranches (1780-1789)

## Prieurés et dépendances
- Prieuré de Cormainville, dont subsistent l'église Saint-Pierre et la grange dîmière[2].
- Prieuré de Courbehaye-Ormoy[3]